# Gavan McCormack
Gavan McCormack (1937) es un historiador australiano, profesor en la Australia National University.
Es autor de obras como Chang Tso-lin in Northeast China, 1911–1928: China, Japan, and the Manchurian Idea (1977), una monografía sobre el señor de la guerra chino Zhang Zuolin, Cold War, Hot War: An Australian Perspective on the Korean War (1983), Korea since 1850 (1993), The Emptiness of Japanese Affluence (1996), Japan's Contested Constitution: Documents and Analysis (2001) o Target North Korea: Pushing North Korea To The Brink Of Nuclear Catastrophe (2004), entre otras.